# 大平修三
大平修三（おおひら しゅうぞう、1930年（昭和5年）3月16日 - 1998年（平成10年）12月11日）は、日本の囲碁棋士。岐阜県出身、日本棋院所属、木谷實九段門下、九段。日本棋院選手権戦4連覇5期など。棋風は剛腕で、「ハンマーパンチ」「丈和の再来」と称された。また、加藤正夫より前に「殺し屋」とあだ名された。準棋士小山嘉代三段は実姉。

## 経歴
小学校教師から専門棋士になった父・大平憲治五段の指導により、9歳で囲碁を覚え、スパルタ教育を受ける。10歳の時、木谷実九段に岐阜で七子で 指導碁を受け、翌1941年にも三子で対局したことで内弟子となり、平塚に移る。その後身体が弱いため一旦郷里に戻るが、1945年初めに平塚に戻り、日本棋院の院生となる。空襲が頻繁になって岐阜に戻って、ほどなく終戦。名古屋にある酒井康雄の手伝いをしながら、1947年に日本棋院東海本部（中部総本部の前身）で入段。同年二段。1949年に四段に昇ってから東京本院の大手合に参加するが二段に格下げされ、1951年に再度四段となり、東京に定住する。1952年に青年棋士選手権戦準優勝。1953年に優勝、結婚、五段。この頃、加納嘉徳、加田克司とともに「戦後派新三羽烏」と呼ばれる。
1957年に首相杯争奪戦準優勝。1958年に最高位リーグ戦に参加し、2勝5敗1ジゴで陥落。。1960年に八段、首相杯争奪戦優勝。1963年九段。1964、65年に日本棋院第一位決定戦で坂田栄男に連続挑戦。1966年に日本棋院選手権戦で坂田栄男に挑戦し、3-1で奪取。以後、林海峰、山部俊郎、宮下秀洋を破って4連覇し、選手権男と呼ばれる。67年の林海峰との挑戦手合は、昭和生まれ同士による初めてのタイトル戦となった。連覇中、特に山部戦当時は慢性中耳炎と痛風の痛みに苦しみながらの防衛だった。大平を「丈和の再来」と評したのは山部だが、この時には「力だけでなく明るさも備わってきた」と激賞した。1970年に石田芳夫にタイトルを奪われるが、1972年に石田に再挑戦してタイトル奪還。
1964年第4期名人戦リーグ入りし、4勝3敗で残留、翌年も4勝4敗で、連続3期在籍した。1967年の第3回日生五人抜き勝抜戦（日生早碁シリーズ）では、坂田栄男が8人抜きの後で大平が坂田に勝ったところで、棋戦終了となった。1977年早碁選手権戦優勝。1984、88年名人リーグ入り。1990年にIBM早碁オープン戦準優勝。1992年棋聖戦最高棋士決定戦ベスト4。
攻めの強い棋風で、大平に狙われた石は助からないと言われ、前田陳爾から「ハンマーパンチ」の呼び名も受けた。しかし当人は秀栄を尊敬しており、守ってから攻める碁、「伸びて引く碁」で、（石を）取りに行く意志は無いと言っていた。1973年の日本棋院選手権戦の五番勝負第2局で、挑戦者坂田栄男の40目もの大石を仕留めた碁は有名。また辺を重視する碁とも評された。
自身の分析では、「中盤の戦いなら誰にも負けぬ、と密かな自信をもっている」「（その一方）序盤の感覚は相当甘い」と述べている。
1996年に大動脈瘤で手術し、4月から9月まで休場するが復帰、翌年にも動脈瘤手術で再度4月から10月まで休場し再復帰。1998年に心筋梗塞で死去。人柄のよさは「善人原器」とも言われ、また昭和一桁生まれの世代の代表的棋士でもあった。趣味は映画、中日ドラゴンズ、吉川英治のファン。通算戦績は800勝456敗5ジゴ。

### タイトル歴
- 青年棋士選手権戦  1953年
- 首相杯争奪戦  1960年
- 日本棋院選手権戦 1966-69、72年
- 早碁選手権戦 1977年

### その他の棋歴
- 青年棋士選手権戦 準優勝 1952年
- 首相杯争奪戦 準優勝 1957年
- 日本棋院第一位決定戦 挑戦者 1964、65、68年
- 早碁選手権戦 準優勝 1970年
- 天元戦 準優勝 1976年
- NHK杯テレビ囲碁トーナメント 準優勝 1978年
- IBM早碁オープン戦 準優勝 1990年
- 棋聖戦 九段戦優勝 1988、91年
- プロ十傑戦 9位 1974年、10位 1975年
- 名人戦リーグ5期、本因坊戦リーグ4期
- 日中囲碁交流
  - 1984年 0-2 劉小光
  - 1988年 1-0（×方天豊）
- 日中スーパー囲碁
  - 1987年 1-1 （○劉小光、×王群）
  - 1989年 0-1 （×張文東）
- 棋道賞 技能賞 1972、75、84、87年、最高勝率賞 1975年（17-6、.739）、1987年（31-6、.838）、連勝賞 1987年（17連勝）

## 代表局

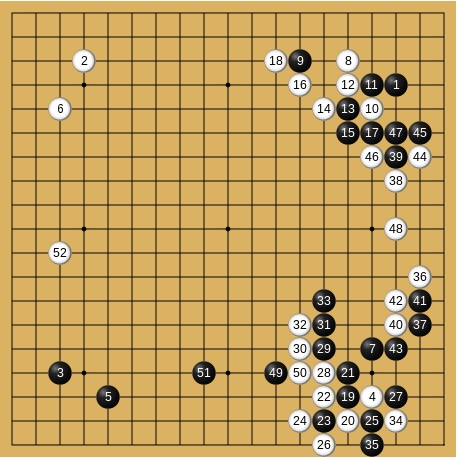
1-52手

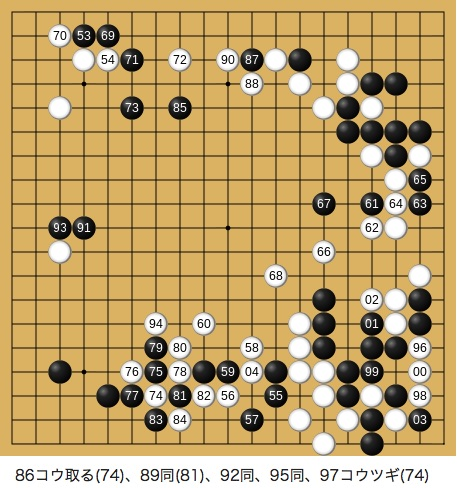
53-104手

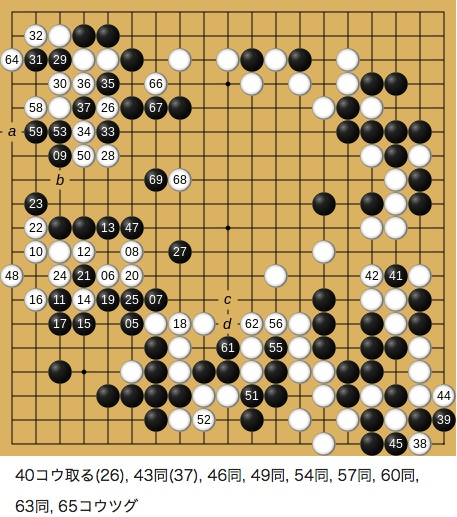
105-169手

第13期日本棋院選手権戦挑戦手合五番勝負第4局 坂田栄男選手権者 - 大平修三(先番) 1966年1月26-27日
大平は、トーナメントでは、岩本薫、三輪芳郎、杉内雅男、藤沢朋斎、決勝で大竹英雄を破って、三度目の挑戦手合進出となった。1964、65年と日本棋院第一位決定戦で坂田に挑戦し、いずれも敗れたものの少しずつ手応えをつかんでおり、「第一位決定戦の善戦で、相手が誰であれそう簡単には負けないという気がしていた」と語っている。一方坂田は前年に林海峰に名人を奪われたとはいえ、本因坊5連覇中、日本棋院選手権戦も7連覇ののち2連覇中で、依然棋界の第一人者であった。挑戦手合五番勝負の第1局は坂田が勝ったが、「今度はイヤな予感がする」とも語った。
第2局は、黒番の大平の攻めに坂田がシノギでコウ材の受け方を誤り、大平が1勝を返してタイ。続く第3局も連勝。
第4局は、先番大平の得意とするタスキ小目で始まるが、右上隅で、黒9の一間バサミからの定石選択が悪く、白の厚みが左上のシマリと呼応して好形になった。右下の定石から右辺を広げたが、白34、36が鋭い手で、白48まで右辺で収まり、白が優勢となる。黒は非勢を意識して、右下の白の攻めを狙う黒51を選択し、さらに61からカラミ攻めも狙うが、白66、68もシノギの好手で、薄い形ながら黒からの切断はギリギリで上手くいかない。黒は一旦59から73と大場を打つが、白74も鋭い打ち込み。白84アテにツグのはひどい効かされだが、すぐに104にツイでコウにするのは、上辺黒への攻めをコウ材にされてよくないため、黒85と備え、難しいコウ争いになった。コウ材作りの黒91に、白はコウ取りから94とさらにコウを大きくしていく。結局白96のコウ材に黒は聞いていられず、右下との振り替わりとなった。
形勢は白有利ながら差は縮まって来たが、左辺の戦いでの黒119がミスで、白が先手を取って126に回って優勢拡大。白128で一路上の133なら勝っていたが、黒133からのコウが必死の勝負手。白148でもコウを解消してしまえば、左辺白と上辺黒の振り替わりで白勝ち。黒153の切りのあと、白164と謝ったのが敗着で、白a、黒b、白コウ取りから、黒c、白dの損コウを打たせてからち、164に打っていれば白勝ちだった。実戦はここで黒の厚い半目勝負となり、その後差が開いて、264手まで黒3目半勝。双方後に引かない激戦を制して、大平は挑戦三度目の正直で初の大タイトル獲得となった。

## 著作
- 『大模様の焦点 (ゴ・スーパーブックス19)』日本棋院 1971年
- 『名局鑑賞室 (ゴ・スーパーブックス28)』日本棋院 1974年
  - （復刊『名局鑑賞室  日本棋院アーカイブ 道策から秀策まで・江戸時代の碁 』日本棋院 2010年）
- 『道的・名人因碩 (日本囲碁大系4)』 筑摩書房 1976年
- 『怪腕 大平修三 (芸の探求シリーズ2)』日本棋院 1977年
- 『大平修三』（現代囲碁大系30）講談社 1983年
- 『大平詰碁120題』金園社 1978年
- 『辺の打ちこみ 烏鷺うろブックス』日本棋院　1989年